# Кадлоу, Ларри
Лоренс Алан «Ларри» Кадлоу (англ. Lawrence Alan "Larry" Kudlow; род. 20 августа 1947, Энглвуд, Нью-Джерси) — американский консервативный экономист и телеведущий, вёл программу «The Kudlow Report» на канале CNBC. Директор Национального экономического совета (2018—2021).
Учился в Университете Рочестера (бакалавр по истории, 1969) и Школе Вудро Вильсона Принстонского университета. Кадлоу работал в Федеральном резервном банке Нью-Йорка и был главным экономистом инвестиционного банка Bear Stearns. В 1980-х годах он работал в администрации президента США Рональда Рейгана.

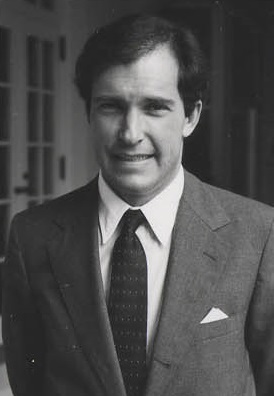
Ларри Кадлоу в 1981 г.